# Унксов, Евгений Павлович
Евгений Павлович У́нксов (20 апреля 1910, Москва — 4 мая 1989) — советский хозяйственный, государственный и политический деятель, доктор технических наук, профессор.

## Биография
Родился в 1910 году в Москве. Член КПСС.
С 1931 года — на хозяйственной, общественной и политической работе. В 1931—1989 годах — лаборант, заведующий лабораторией, директор Центрального научно-исследовательского института тяжелого машиностроения, ст. н.с., ведущий научный сотрудник-консультант НПО ЦНИИТМАШ.
Умер в Москве в 1989 году.

## Признание
- Ленинская премия (1966).
- Сталинская премия третьей степени (1950) — за разработку и освоение новой технологии получения сверхпрочного чугуна